# 町田市立鶴川第二中学校
町田市立鶴川第二中学校（まちだしりつ つるかわだいにちゅうがっこう）は、東京都町田市鶴川六丁目にある公立中学校。
2024年4月現在の学級数は20学級である。

## 沿革
- 1973年（昭和48年）4月1日 - 開校。

## 校歌
- 校歌制定委員会作詞／富田欣市作曲

## 部活動
同校では合唱部の活動が盛んで、NHK全国学校音楽コンクールでは2014年度（第81回）、2015年度（第82回）、2017年度（第84回）の中学校の部で金賞を受賞。また、全日本合唱コンクールでも複数回の受賞経験を持ち、2017年度の第70回では中学校部門混声の部で最優秀の文部科学大臣賞も受賞している。
2024年度の全部活動一覧
運動部　
野球
サッカー
男子バスケット
女子バスケット
女子バレーボール
男子バドミントン
女子バドミントン
男子硬式テニス
女子硬式テニス
卓球(新規募集停止)
文化部
吹奏楽
合唱
美術
日本文化(新規募集停止)
家庭科(新規募集停止)
演劇

## 校務組織
教務、生活指導、進路、経営支援など

## 学級（２０２５年度）
１学年　１組から８組までの８学級
２学年　１組から６組までの６学級
３学年　１組から６組までの６学級

## 近隣の学校
主な出身小学校
町田市立鶴川第二小学校
町田市立鶴川第三小学校
町田市立三輪小学校
主な近隣中学校
町田市立鶴川中学校
町田市立真光寺中学校

## 著名な卒業生
- 山田卓也 - サッカー選手
- 土岐田洸平 - サッカー選手[5]

## 著名な教職員
- 根津公子（家庭科教諭）
- 眞鍋淳一（音楽科講師、合唱部指導員）

## 学校の統合
町田市教育委員会では「町田市新たな学校づくり推進計画」に基づき、2025年度より市内の市立小学校・中学校を統廃合・建替えが順次進められている。当校も町田市立真光寺中学校と統合する予定である。
当初は現在の町田市立鶴川第三小学校及び当校の位置に新校舎を建設し、2036年度の新校舎完成と同時に両校の統合が計画されていたが、急激な施設整備の高騰等を受け、2025年3月に全体的な統廃合計画が見直され、当校と真光寺中学校の統合を2034年度に前倒し、新校舎完成までは当校を仮校舎として使用したうえで、2038年度に現在の鶴川第三小学校の位置に新校舎が完成する計画に変更された。